# Conseil souverain de Hainaut
Le Conseil de Hainaut, puis Conseil souverain de Hainaut, était une institution judiciaire de l'ancien comté du même nom. Dès le XIVe siècle, en raison de l'union personnelle du Hainaut avec la Hollande et la Zélande, le Conseil de Hainaut fit figure de conseil provincial de justice. Il était présidé par le comte ou, plus souvent, par le grand bailli. Le Conseil comprenait trois sièges : l'Audience, qui connaissait des cas réservés, dit de souveraineté ; le Terrage, qui jugeait les affaires concernant les droits, domaines et revenus du prince ; et le Grand Bailliage, qui jugeait au civil comme au criminel les causes ne relevant pas des autres tribunaux du comté. Le Conseil pouvait aussi juger en appel les sentences rendues par certains tribunaux subalternes.
En raison de nombreux conflits de compétence avec la Cour souveraine, les deux institutions furent finalement fusionnées en 1702, sous le nom de Conseil souverain de Hainaut.
Les sentences du Conseil souverain ne pouvaient être appelées par-devant le Grand Conseil de Malines.

## Sources
- Hervé Hasquin (dir.), Dictionnaire d'Histoire de Belgique : Vingt siècles d'institutions, les hommes, les faits, Bruxelles, Didier Hatier, 1988, 1re éd., 524 p. [détail des éditions] (ISBN 9782870886267)
- Louis Prosper Gachard, Notice historique sur l'ancien conseil souverain de Hainaut, Deltombe, 1847
- Alexandre Pinchart, Histoire du Conseil souverain de Hainaut, Hayez, 1858